# Jaderná elektrárna Tušimice
Jaderná elektrárna Tušimice (zkratkou SMR ETU) je třetí plánovaná jaderná elektrárna v Česku. Bude se nacházet poblíž města Kadaň v Ústeckém kraji na území současné uhelné elektrárny Tušimice po jejím vyřazení z provozu. ČEZ oznámil plány výstavby jaderné elektrárny sestávající se ze tří malých modulárních reaktorů v květnu 2025 po získání podílu ve společnosti Rolls-Royce SMR. První blok jaderné elektrárny by měl být uveden do provozu v roce 2038. Účelem elektrárny je nahradit dosluhující elektrárnu Tušimice a také elektrárnu Prunéřov. Elektrárna je v červnu 2025 ve fázi předběžného plánování a připravuje se na posouzení vlivů na životní prostředí.

## Historie a technické informace

### Historie
Plánování jaderné elektrárny v Tušimicích prakticky začalo spuštěním programu malých modulárních reaktorů společností ČEZ v roce 2022. Původní plán byl postavit pilotní reaktor v jaderné elektrárně Temelín do roku 2034 a ve druhé fázi postavit další malé modulární reaktory na dvou až třech dalších lokalitách v České republice v lokalitách, které dosud nebyly využívány pro jaderná zařízení, ale primárně pro uhelné elektrárny. Do konce roku 2022 by se počet možných lokalit měl zredukovat na dvě až tři potenciální kandidátské lokality. Důvodem pro výběr umístění uhelných elektráren pro tyto malé reaktory je ukončení výroby elektřiny z uhlí v Česku. Reaktory na jedné straně slouží k úplné nebo částečné náhradě ztracených kapacit a také k zachování pracovních míst v těchto lokalitách. Na základě předběžné analýzy byly 27. února 2023 vybrány lokality Tušimice a Dětmarovice jako preferované lokality pro první malé modulární reaktory ve výstavbě parku pro provedení geologického a hydrologického průzkumu, zatímco pro další lokality malých modulárních reaktorů byl seznam rozšířen o elektrárnu Mělník a jadernou elektrárnu Dukovany. Tato spolupráce byla potvrzena v březnu 2025 oznámením, že Skupina ČEZ získala 20 % akcií společnosti.
Podobně jako v případě rozšíření jaderných elektráren Temelín a Dukovany o velké reaktory uzavřela společnost ČEZ v srpnu 2024 s českou vládou bezpečnostní dohodu, která chrání české národní bezpečnostní zájmy při výběru dodavatele SMR. To omezilo potenciální zájemce o výstavbu malého modulárního reaktoru. Dne 29. října 2024 společnost ČEZ oznámila užší spolupráci, která bude zahrnovat nejen výstavbu 3 GW RR SMR v Česku, což odpovídá šesti takovým blokům, ale bude se také podílet na výstavbě elektráren ve Spojeném království.  Tato spolupráce byla potvrzena v březnu 2025 oznámením, že Skupina ČEZ získala 20 % akcií společnosti, což prakticky předznamenalo volbu technologie a z RR SMR se stal interní produkt. V dubnu 2025 pověřila Skupina ČEZ brněnskou divizi jaderné energie a projektového řízení společnosti Amentum provedením posouzení vlivů na životní prostředí pro lokality Temelín a Tušimice s reaktory RR SMR.

### Parametry
Definitivní plány byly zveřejněny společností ČEZ v květnu 2025 předložením oznámení Ministerstvu životního prostředí ohledně posouzení vlivů na životní prostředí pro výstavbu a provoz jaderné elektrárny Tušimice. V souladu s tím byla kapacita jaderné elektrárny stanovena na 1500 MW, aby nahradila jak uhelnou elektrárnu Tušimice II, tak i 6 kilometrů vzdálenou uhelnou elektrárnu Prunéřov. Dosaženo toho má být třemi malými modulárními reaktory Rolls-Royce SMR tlakovodní koncepce o hrubém výkonu 498 MW a čistém výkonu 470 MW. Tím má vzniknout jaderná elektrárna blížící se výkonu jaderné elektrárny Dukovany. S uvedením prvního bloku do provozu se počítá nejdříve v roce 2038, další dva kolem roku 2042. Doba výstavby jednoho bloku má být asi 4 roky a příprava lokality zabere 2 roky. Záměr však umožňuje výstavbu až šesti reaktorových bloků s celkovým čistým výkonem do 1500 MW (v případě alternativního dodavatele) a životností až 80 let. Primárním zdrojem vody pro elektrárnu bude řeka Ohře, sekundárním zdrojem by měla být vodní nádrž Nechranice, kde by se měla vybudovat nová čerpací stanice.
Jaderná elektrárna bude chlazena tradičními mokrými chladicími věžemi s přirozeným tahem až 45,6 miliony krychlových metrů vody z řeky Ohře ročně. Zvažují se alternativní metody chlazení s využitím hybridních chladicích věží a suchého chlazení, které by mohly tuto potřebu vody výrazně snížit.

### Alternativní dodavatelé
V dostupných dokumentech jsou uváděni také alternativní dodavatelé reaktorů a jejich modely, které nabízejí. V seznamu se nachází také GE Hitachi Nuclear Energy s modelem reaktoru BWRX-300, EDF s reaktorem Nuward, a také Westinghouse, který nabízí reaktor AP300.

## Informace o reaktorech
| Reaktor    | Typ reaktoru | Výkon  | Výkon  | Zahájení výstavby | Připojení k síti | Uvedení do provozu | Uzavření |
| Reaktor    | Typ reaktoru | Čistý  | Hrubý  | Zahájení výstavby | Připojení k síti | Uvedení do provozu | Uzavření |
| ---------- | ------------ | ------ | ------ | ----------------- | ---------------- | ------------------ | -------- |
| Tušimice-1 | RR-SMR       | 470 MW | 498 MW | 2034              |                  | 2038               |          |
| Tušimice-2 | RR-SMR       | 470 MW | 498 MW |                   |                  |                    |          |
| Tušimice-3 | RR-SMR       | 470 MW | 498 MW |                   |                  |                    |          |